# Svortland
Svortland er en by der er administrationscenter i Bømlo kommune i Vestland fylke i Norge. Byen har 	2.282 indbyggere (2012), og ligger på den nordvestlige del af øen Bømlo. Tidligere blev byen også omtalt som Bremnes.

## Navn
Navnet kommer af fuglenavnet Sysvort (eller svarttrost, solsort på dansk) og land. Det kan også have formen Sortland og som efternavn skrives det altid sådan, hvilket forfatteren Bjørn Sortland som er opvokset på Svortland, er et eksempel på. Navneformen er vedtaget af kommunestyret i Bømlo.

## Byen
Op i gennem årene har Svortland fået stadig flere butikker. Det største center i Svortland, Sams Senter, indeholder 19 butikker. Der er også andre indkøbscentre, blandt andet Sekstanten kjøpesenter og Østensen Combi Senter. Ved siden af Sams Senter ligger Bømlo kulturhus. Bremnes kirke ligger også i Svortland.